# Jean-Pierre Calloc'h (navire)
Pour le poète breton, voir Jean-Pierre Calloc'h.
Le Jean-Pierre Calloc'h est un navire construit par les Chantiers et ateliers de la Perrière en 1970 pour le compte du Conseil général du Morbihan. D'abord armé par l'Union Lorientaise, Groisillonne et Port-Lousienne (ULGPL), il est exploité par la Compagnie morbihannaise de navigation après la faillite de l'ULGPL, puis revendu en 1999 à Madagascar pour être exploité par la compagnie Malagasy Sambo Line où il effectuait une traversée hebdomadaire Nosy Be - Mahajanga  hors periode cyclonique. Une liaison structurante pour le commerce et le tourisme malgache, assurée avec régularité et sécurité,  mais que la réhabilitation de la RN6 le long de la côte ouest rend petit à petit moins nécessaire. Il est à ce jour désarmé et en attente d'un repreneur.

## Histoire

### Origine du projet
La construction du Jean-Pierre Calloc'h est décidée dès le milieu des années 1960. A cette époque, la desserte de l'île de Groix est assurée par 3 navires :
- Île de Groix (1960), caboteur de 31,50 m, jaugeant 182 tx et pouvant transporter 300 passagers et 50 t de fret
- Pen-Men (1949), caboteur à coque en bois de 23,90m, jaugeant 79 tx et pouvant transporter 200 passagers et 10 t de fret
- Pen-er-Vro (1934), caboteur de 30,40 m, jaugeant 120 tx et pouvant transporter 180 passagers (250 à l'origine) et 50 t de fret

La progression du trafic des passagers et des marchandises est déjà forte, et les projections pour la fin de la décennie confirment cette tendance. Le Pen-Men, dont la coque est en bois, se révèle de moins en moins adapté au service. Le Pen-er-Vro, quant à lui, arrive à un âge respectable, et a d'ailleurs vu sa capacité en passagers réduite à la suite de la modification de la réglementation de sécurité. De plus, les frais d'entretiens de ce navire augmentent régulièrement. Devant ces constatations, le département décide la mise en service d'une nouvelle unité, de plus grande capacité et plus adaptée à l'horizon 1970 pour remplacer le Pen-Men et placer le Pen-er-Vro en réserve, le nouveau service s'articulant autour du nouveau navire et de l’Île de Groix.
Le cahier des charges est établi à partir de 1966, définissant dans les grandes lignes ce que sera ce futur navire :
- Longueur : 34 à 38 m
- Passagers : 300 à 400
- Véhicules légers (type Citroën DS19) : 12 à 15
- Fret : 50 t

### Construction et mise en service
L'appel d'offres pour la construction est lancé en 1968. La seule réponse sera celle des Chantiers et ateliers de la Perrière, qui avaient déjà construit le Guerveur en 1966, pour le compte du département. Après concertation entre la compagnie, la direction départementale de l'équipement et le chantier, le futur navire trouve ses caractéristiques définitives :
- Longueur : 34,70 m
- Largeur : 9,20 m
- Tirant d'eau : 2,40 m
- Passagers : 350
- Véhicules légers : 12
- Fret : 50 t
- Propulsion : 2 lignes d'arbres entraînant 2 hélices à pas fixe

La silhouette est résolument plus moderne, et l'aménagement général tranche avec la conception jusqu'alors classique des anciens navires.
Le pont principal est dédié aux marchandises et véhicules, dont une partie est abritée dans un garage aménagé sous le pont supérieur, qui recouvre la moitié arrière du navire, et fermé aux intempéries au moyen d'une porte articulée. A la différence des navires précédents, les tambours machine sont déportés contre le bordé ce qui permet un gain de place et facilite les manœuvres des véhicules. Le fret en vrac est quant à lui chargé à l'aide des deux cornes de charge, soit sur le pont principal, soit en cale à travers une ouverture dans le pont et fermée par des panneaux McGregor.
Les passagers sont quant à eux répartis sur les 4 ponts. Un petit salon est aménagé sur bâbord, en arrière de la cale marchandise sous le pont principal, et quelques banquettes sont disposés dans les coursives à l'arrière du garage. Mais les principaux aménagements se situent sur le pont supérieur où l'on trouve un salon couvert et un espace non abrité qui accueille deux embarcations de sauvetage sur bossoirs, et finalement sur le pont timonerie, en arrière de la passerelle.
La construction débute durant l'année 1969, et, après les essais qui révèlent la conformité du navire, le Jean-Pierre Calloc'h, dont le nom rend hommage au poète groisillon du même nom, est admis au service en mars 1970.

### Années de services à la CMN
Dès 1970, l'ULGPL, qui exploitait les navires entre Lorient, Port-Louis et Groix fait faillite et est reprise par la Compagnie morbihanaise de navigation, déjà titulaire des liaisons maritimes entre Quiberon et Belle-Île. Le Jean-Pierre Calloc'h est ainsi principalement exploité en tandem avec l’Île de Groix jusqu'en 1977, où ce dernier est remplacé par le Kreiz er Mor, unité dont la conception se rapproche de celle du Jean-Pierre Calloc'h, bien que de plus grande capacité.
En 1985, le département met en service le Saint-Tudy, navire roulier apte à transporter des poids lourds. Le Jean-Pierre Calloc'h, en service depuis seulement 15 ans, est retiré de la ligne entre Lorient et Groix. Sa carrière ne s'achève pas pour autant, puisqu'il servira désormais au renforcement du service vers Belle-Île-en-Mer en haute saison, en plus du Guerveur et de l’Acadie. Il aura également pour vocation à remplacer les navires durant leurs périodes d'arrêt entretien, où, comme ce fut notamment le cas durant la période de mise au point du Saint-Tudy qui se révéla difficile du fait de son système de propulsion novateur pour la compagnie, à l'occasion d'avaries sur les autres unités.

### Revente et carrière à Madagascar
En 1998, le roulier Vindilis, nouvellement mis en service sur la liaison de Belle-Île, pousse le Guerveur à la réserve, et le Jean-Pierre Calloc'h au désarmement. Le navire ne reste pas longtemps inactif, puisqu'il est revendu en 1999 à un armateur malgache, dans l'objectif de l'exploiter entre Nosy Be et Mahajanga pour des traversées d'une durée d'environ 22 heures. D'importants travaux sont entrepris pour l'adapter à sa nouvelle carrière. Ainsi, le salon est réaménagé avec des sièges plus confortables et le pont arrière, débarrassé des bossoirs est bâché. Un nouveau salon est greffé sur l'arrière de la timonerie, et le toit de celui-ci aménagé sommairement avec quelques banquettes couvertes. A cette occasion, les mâts d'échappement sont rehaussés.
Il a été gravement endommagé par le cyclone tropical Bondo en janvier 2007 et est longtemps resté hors service. Des travaux de rénovation ont été menés en 2016, et il est actuellement dans l'attente d'un repreneur.